# میشلباخ (باواریا)
میشلباخ (به آلمانی: Mischelbach) یک منطقهٔ مسکونی در آلمان است که در پلاینفلد واقع شده‌است. میشلباخ ۴۰۰ نفر جمعیت دارد.